# Holm Podlëdnyj Kupol
Holm Podlëdnyj Kupol (englische Transkription von russisch Холм Подлёдный Купол Cholm Podljodny Kupol, deutsch ‚Eiskuppelhügel‘) ist eine Insel vor der Lars-Christensen-Küste des ostantarktischen Mac-Robertson-Lands. Sie liegt in der Doggers Bay auf der Westseite des Amery-Schelfeises.
Russische Wissenschaftler benannten sie.